# 1632
Il 1632 (MDCXXXII in numeri romani) è un anno bisestile del XVII secolo.

## Eventi
- Rembrandt dipinge la Lezione di anatomia del dottor Tulp.
- 15 aprile – Battaglia di Rain: L'esercito della Lega Cattolica, al comando di Johann Tserclaes, conte di Tilly, viene battuto nel tentativo di impedire all'esercito svedese del re Gustavo II Adolfo di attraversare il fiume Lech.
- 16 novembre – Battaglia di Lützen: Sacro Romano Impero e Impero svedese si scontrano in una battaglia della fase svedese della Guerra dei trent'anni. La vittoria arride agli Svedesi, che però perdono il re Gustavo II Adolfo, caduto in battaglia.
- Galilei pubblica il Dialogo sopra i due massimi sistemi del mondo.
- Inizia la costruzione del Taj Mahal ad Agra, in India.

## Nati

### Gennaio
- 1º gennaio - Katherine Philips, poetessa, letterata e traduttrice gallese († 1664)
- 8 gennaio - Samuel von Pufendorf, giurista e filosofo tedesco († 1694)
- 11 gennaio - Adam Frans van der Meulen, pittore e disegnatore francese († 1690)
- 26 gennaio - Marie Charlotte de La Trémoille, nobildonna francese († 1682)
- 29 gennaio - Johann Georg Graeve, filologo classico olandese († 1703)

### Febbraio
- 12 febbraio - Charles Aubert de La Chesnaye, imprenditore francese († 1702)
- 16 febbraio - Narai, sovrano thailandese († 1688)
- 18 febbraio - Giovanni Battista Vitali, compositore e violinista italiano († 1692)
- 20 febbraio - Thomas Osborne, I duca di Leeds, nobile e politico inglese († 1712)
- 21 febbraio - Aegidius Strauch II, teologo e matematico tedesco († 1682)
- 29 febbraio - Juriaen van Streeck, pittore olandese († 1687)

### Marzo
- 1º marzo - Davide Cocco Palmieri, vescovo cattolico italiano († 1711)
- 3 marzo - Teofilo Macchetti, compositore e teorico musicale italiano († 1714)
- 13 marzo - John Houblon, politico e banchiere britannico († 1712)
- 23 marzo - Jean Foy-Vaillant, numismatico e avvocato francese († 1706)
- 24 marzo - Michele Foscarini, storico italiano († 1692)
- 27 marzo - Gustavo Adolfo di Nassau-Saarbrücken, nobile tedesco († 1677)

### Aprile
- 6 aprile - Maria Leopoldina d'Asburgo,  austriaca († 1649)
- 6 aprile - Simone Filippo di Lippe-Detmold, nobile tedesco († 1650)
- 9 aprile - Nikolaus Martini, giurista tedesco († 1713)

### Maggio
- 1º maggio - Friedrich Spanheim il Giovane, teologo olandese († 1701)
- 3 maggio - Maria Caterina di Sant'Agostino, religiosa francese († 1668)
- 13 maggio - Nicolas Pitau, incisore fiammingo († 1671)
- 15 maggio - Adolfo Guglielmo di Sassonia-Eisenach, nobile († 1668)
- 21 maggio - Feodosija Prokof'evna Morozova, monaca cristiana russa († 1675)

### Giugno
- 10 giugno - Esprit Fléchier, vescovo cattolico francese († 1710)
- 29 giugno - Christian Adolf Balduin, alchimista tedesco († 1682)

### Luglio
- 3 luglio - Tielman van Gameren, architetto e ingegnere olandese († 1706)

### Agosto
- 13 agosto - François-Séraphin Régnier-Desmarais, abate, diplomatico e grammatico francese († 1713)
- 27 agosto - Giovannetta di Sayn-Wittgenstein, nobildonna tedesca († 1701)
- 29 agosto - John Locke, filosofo, pedagogista e medico inglese († 1704)

### Settembre
- 8 settembre - Lucrezia Barberini, nobildonna italiana († 1699)
- 14 settembre - Francesco Giacinto di Savoia, nobile italiano († 1638)
- 15 settembre - Giacomo Angelini, architetto svizzero († 1714)
- 19 settembre - Giovanni Battista Merano, pittore italiano († 1698)
- 24 settembre - Étienne Le Camus, cardinale e vescovo cattolico francese († 1707)
- 25 settembre - Francesco Provenzale, compositore italiano († 1704)
- 29 settembre - Giorgio III d'Assia-Itter, nobile († 1676)
- 29 settembre - Pietro Antonio Fiocco, compositore italiano († 1714)

### Ottobre
- 15 ottobre - Paolo Naldini, vescovo cattolico italiano († 1713)
- 15 ottobre - Opizio Pallavicini, cardinale italiano († 1700)
- 20 ottobre - Christopher Wren, architetto, fisico e matematico inglese († 1723)
- 24 ottobre - Antoni van Leeuwenhoek, ottico e naturalista olandese († 1723)
- 24 ottobre - Pier Marino Sormani, vescovo cattolico italiano († 1702)
- 25 ottobre - Louise Boyer, nobildonna francese († 1697)
- 25 ottobre - Charles Dormer, II conte di Carnarvon, nobile britannico († 1709)
- 29 ottobre - Enno Luigi della Frisia orientale, conte († 1660)
- 31 ottobre - Jan Vermeer, pittore olandese († 1675)

### Novembre
- 16 novembre - Filippo Luigi III di Hanau-Münzenberg, conte tedesco († 1641)
- 23 novembre - Jean Mabillon, monaco cristiano, diplomatista e teologo francese († 1707)
- 24 novembre - Baruch Spinoza, filosofo olandese († 1677)
- 28 novembre - Jean-Baptiste Lully, compositore, ballerino e musicista italiano († 1687)

### Dicembre
- 16 dicembre - Erik Benzelius il vecchio, religioso svedese († 1709)
- 27 dicembre - Giovanni Pietro Pinamonti, gesuita italiano († 1703)

### Senza giorno specificato
- Phetracha, re († 1703)
- Giacomo Alboresi, pittore italiano († 1677)
- Francesco Maria Angeli, francescano e compositore italiano († 1697)
- Michele I Apafi, generale ungherese († 1690)
- Louis Bourdaloue, gesuita e predicatore francese († 1704)
- Henry Compton, vescovo anglicano inglese († 1713)
- Jean-Gilles Delcour, pittore fiammingo († 1695)
- Pietro Durazzo, doge († 1699)
- Giovanni Battista Giberti, vescovo cattolico italiano († 1720)
- Aleksej Andreevič Golicyn, nobile russo († 1694)
- Louis de La Forge, filosofo francese († 1666)
- Philippe Le Valois, marchese di Villette-Mursay, ammiraglio francese († 1707)
- Johann Carl Loth, pittore tedesco († 1698)
- Giacomo Miradori, pittore italiano
- Antoine Nompar de Caumont, nobile e generale francese († 1723)
- Françoise Pascal, poetessa, drammaturga e pittrice francese († 1698)
- Jacques Pradon, drammaturgo e scrittore francese († 1698)
- Giovan Pietro Ragona, scultore italiano († 1692)
- George Ravenscroft, imprenditore britannico († 1683)
- Pierre-Sylvain Régis, filosofo francese († 1707)
- Jan Wijnants, pittore olandese († 1684)
- Wu Li, pittore, poeta e calligrafo cinese († 1718)
- François Nicolas de Bar, pittore francese († 1695)
- Armand Charles de La Porte de La Meilleraye, generale francese († 1713)

## Morti

### Gennaio
- 1º gennaio - Giovanni Battista Agucchi, arcivescovo cattolico e scrittore italiano (n. 1570)
- 5 gennaio - Johannes Goddaeus, giurista tedesco (n. 1555)
- 18 gennaio - Juan López, vescovo cattolico, scrittore e storico spagnolo (n. 1524)
- 24 gennaio - Giovanni Battista Salvago, vescovo cattolico italiano (n. 1560)
- 29 gennaio - Jan Porcellis, pittore olandese
- 31 gennaio - Joost Bürgi, astronomo e matematico svizzero (n. 1552)

### Febbraio
- 7 febbraio - Margherita Gonzaga di Lorena, nobildonna italiana (n. 1591)
- 10 febbraio - Hafız Ahmed Pascià, politico ottomano (n. 1564)
- 23 febbraio - Giambattista Basile, letterato e scrittore italiano (n. 1583)
- 26 febbraio - Cesare II Gonzaga, nobile italiano (n. 1592)

### Marzo
- 14 marzo - Tokugawa Hidetada, militare giapponese (n. 1579)
- 15 marzo - Maurizio d'Assia-Kassel, nobile tedesco (n. 1572)
- 16 marzo - Bradamante d'Este, nobildonna italiana
- 22 marzo - Federico I de' Rossi, generale italiano (n. 1580)

### Aprile
- 1º aprile - Nikolaus Riser, imprenditore, politico e militare svizzero
- 15 aprile - George Calvert, politico inglese (n. 1579)
- 19 aprile - Mary Villiers, contessa di Buckingham, nobildonna inglese (n. 1570)
- 30 aprile - Sigismondo III di Polonia, re (n. 1566)
- 30 aprile - Johann Tserclaes, conte di Tilly, generale tedesco (n. 1559)

### Maggio
- 5 maggio - William Bedwell, religioso, arabista e traduttore inglese (n. 1561)
- 5 maggio - Luís de Sousa, scrittore portoghese (n. 1555)
- 10 maggio - Diego Álvarez, teologo e arcivescovo cattolico spagnolo (n. 1555)
- 18 maggio - Topal Recep Pascià, politico ottomano
- 23 maggio - Chiarissimo Fancelli, scultore italiano
- 24 maggio - Cristoforo Borri, gesuita, astronomo e matematico italiano (n. 1583)
- 25 maggio - Ferdinando di Gonzaga-Nevers, nobile francese (n. 1610)
- 25 maggio - Adam Tanner, gesuita austriaco (n. 1572)

### Giugno
- 2 giugno - Ernesto Casimiro di Nassau-Dietz, conte (n. 1573)
- 7 giugno - Lavinia Feltria della Rovere, nobile italiana (n. 1558)

### Luglio
- 8 luglio - Pedro de Brizuela, architetto spagnolo (n. 1575)
- 10 luglio - Enrico I di Savoia-Nemours, nobile francese (n. 1572)
- 17 luglio - Hendrick van Balen, pittore fiammingo (n. 1575)
- 21 luglio - Paolo Savelli, I principe di Albano, principe italiano (n. 1571)
- 27 luglio - Antoine Coiffier de Ruzé, militare francese (n. 1581)
- 29 luglio - Samuel Ampzing, pastore protestante e poeta olandese (n. 1590)
- 30 luglio - Carlo di Spagna, nobile (n. 1607)

### Agosto
- 7 agosto - Michel de Marillac, politico, giurista e economista francese (n. 1560)
- 7 agosto - Robert de Vere, XIX conte di Oxford, militare britannico (n. 1575)
- 8 agosto - Ambrosius Francken II, pittore fiammingo (n. 1581)
- 9 agosto - Maria Cristina de' Medici, nobildonna italiana (n. 1609)
- 14 agosto - Augusto del Palatinato-Sulzbach, nobile tedesco (n. 1582)
- 19 agosto - Valentin de Boulogne, pittore francese (n. 1591)
- 23 agosto - Frances Howard, nobile inglese (n. 1590)
- 25 agosto - Thomas Dekker, scrittore e drammaturgo inglese

### Settembre
- 3 settembre - Carlo Bononi, pittore italiano
- 4 settembre - Hessel Gerritsz, cartografo, editore e incisore olandese (n. 1581)
- 13 settembre - Leopoldo V d'Austria, nobile austriaco (n. 1586)
- 17 settembre - Susenyos I, imperatore etiope
- 23 settembre - Juan Torres de Osorio, vescovo spagnolo (n. 1562)
- 29 settembre - Bartolomeo Burchelati, letterato e storico italiano (n. 1548)

### Ottobre
- 1º ottobre - Nanbu Toshinao, militare giapponese (n. 1576)
- 6 ottobre - Anna di Jülich-Kleve-Berg, principessa (n. 1552)
- 11 ottobre - Martin Ryckaert, pittore fiammingo (n. 1587)
- 12 ottobre - Kutsuki Mototsuna, militare giapponese (n. 1549)
- 14 ottobre - Francesco II di Lorena, duca francese (n. 1572)
- 18 ottobre - Filip Fabricius, nobile ceco (n. 1570)
- 18 ottobre - Gabriel Pereira de Castro, giurista, poeta e docente portoghese (n. 1571)
- 23 ottobre - Il Cerano, pittore, scultore e architetto italiano (n. 1573)
- 28 ottobre - Kuki Moritaka, militare giapponese (n. 1573)
- 30 ottobre - Enrico II di Montmorency, militare francese (n. 1595)
- 30 ottobre - Girolamo Vidoni, cardinale italiano (n. 1581)

### Novembre
- 5 novembre - Henry Percy, IX conte di Northumberland, conte britannico (n. 1564)
- 6 novembre - Gustavo II Adolfo di Svezia, re (n. 1594)
- 7 novembre - Tommaso Obicini, religioso e arabista italiano (n. 1585)
- 11 novembre - Girolamo Adorno, militare italiano
- 17 novembre - Gottfried Heinrich, conte di Pappenheim, generale tedesco (n. 1594)
- 17 novembre - Enrico di Schomberg, generale francese (n. 1575)
- 18 novembre - Ludovico Ludovisi, cardinale e arcivescovo cattolico italiano (n. 1595)
- 27 novembre - John Eliot, politico inglese (n. 1592)
- 29 novembre - Federico V del Palatinato, re (n. 1596)

### Dicembre
- 8 dicembre - Johan Philip Lansberg, astronomo e prete olandese (n. 1561)
- 11 dicembre - Martino di San Nicola, missionario spagnolo
- 11 dicembre - Melchiorre di Sant'Agostino, missionario spagnolo (n. 1599)
- 17 dicembre - Francis Manners, VI conte di Rutland, nobile inglese (n. 1578)
- 18 dicembre - Girolamo Curti, pittore italiano (n. 1575)
- 27 dicembre - Girolamo Germano, gesuita, grecista e filologo italiano (n. 1568)

### Senza giorno specificato
- Al-Maqqari, storico arabo (n. 1577)
- Asano Nagaakira, samurai giapponese (n. 1586)
- Matteo Castelli, architetto svizzero
- Mary Cavendish, nobildonna inglese (n. 1556)
- Giulio Cromer, pittore italiano (n. 1572)
- Antonio Giggei, orientalista italiano
- Albert Girard, matematico francese (n. 1595)
- Alexandre Hardy, drammaturgo francese (n. 1570)
- Dorisio Isorelli, compositore italiano (n. 1544)
- Abraham Janssens, pittore fiammingo
- Alessandro Maganza, pittore italiano
- Enrico Martínez, cosmografo e editore spagnolo
- Marcantonio Mazzoleni, artigiano italiano
- George Percy, esploratore inglese (n. 1580)
- Rama Deva Raya, sovrano indiano
- Johann Remmelin, medico e matematico tedesco (n. 1583)
- Pierre Richer de Belleval, botanico francese (n. 1564)
- Vincenzo Rustici, pittore italiano (n. 1556)
- Giuseppe Salerno, pittore italiano (n. 1573)
- John Weever, antiquario e poeta inglese (n. 1576)
- Antonino da Randazzo, monaco cristiano italiano
- Gazi Ekrem Hüsrev Pascià, politico ottomano

## Calendario
| Calendario 1632 | Calendario 1632 | Calendario 1632 | Calendario 1632 | Calendario 1632 | Calendario 1632 | Calendario 1632 | Calendario 1632 | Calendario 1632 | Calendario 1632 | Calendario 1632 | Calendario 1632 | Calendario 1632 | Calendario 1632 | Calendario 1632 | Calendario 1632 | Calendario 1632 | Calendario 1632 | Calendario 1632 | Calendario 1632 | Calendario 1632 | Calendario 1632 | Calendario 1632 | Calendario 1632 | Calendario 1632 | Calendario 1632 | Calendario 1632 | Calendario 1632 | Calendario 1632 | Calendario 1632 | Calendario 1632 | Calendario 1632 | Calendario 1632 |
| --------------- | --------------- | --------------- | --------------- | --------------- | --------------- | --------------- | --------------- | --------------- | --------------- | --------------- | --------------- | --------------- | --------------- | --------------- | --------------- | --------------- | --------------- | --------------- | --------------- | --------------- | --------------- | --------------- | --------------- | --------------- | --------------- | --------------- | --------------- | --------------- | --------------- | --------------- | --------------- | --------------- |
|                 | 1               | 2               | 3               | 4               | 5               | 6               | 7               | 8               | 9               | 10              | 11              | 12              | 13              | 14              | 15              | 16              | 17              | 18              | 19              | 20              | 21              | 22              | 23              | 24              | 25              | 26              | 27              | 28              | 29              | 30              | 31              |                 |
| Gennaio         | Gi              | Ve              | Sa              | Do              | Lu              | Ma              | Me              | Gi              | Ve              | Sa              | Do              | Lu              | Ma              | Me              | Gi              | Ve              | Sa              | Do              | Lu              | Ma              | Me              | Gi              | Ve              | Sa              | Do              | Lu              | Ma              | Me              | Gi              | Ve              | Sa              |                 |
| Febbraio        | Do              | Lu              | Ma              | Me              | Gi              | Ve              | Sa              | Do              | Lu              | Ma              | Me              | Gi              | Ve              | Sa              | Do              | Lu              | Ma              | Me              | Gi              | Ve              | Sa              | Do              | Lu              | Ma              | Me              | Gi              | Ve              | Sa              | Do              |                 |                 |                 |
| Marzo           | Lu              | Ma              | Me              | Gi              | Ve              | Sa              | Do              | Lu              | Ma              | Me              | Gi              | Ve              | Sa              | Do              | Lu              | Ma              | Me              | Gi              | Ve              | Sa              | Do              | Lu              | Ma              | Me              | Gi              | Ve              | Sa              | Do              | Lu              | Ma              | Me              |                 |
| Aprile          | Gi              | Ve              | Sa              | Do              | Lu              | Ma              | Me              | Gi              | Ve              | Sa              | Do              | Lu              | Ma              | Me              | Gi              | Ve              | Sa              | Do              | Lu              | Ma              | Me              | Gi              | Ve              | Sa              | Do              | Lu              | Ma              | Me              | Gi              | Ve              |                 |                 |
| Maggio          | Sa              | Do              | Lu              | Ma              | Me              | Gi              | Ve              | Sa              | Do              | Lu              | Ma              | Me              | Gi              | Ve              | Sa              | Do              | Lu              | Ma              | Me              | Gi              | Ve              | Sa              | Do              | Lu              | Ma              | Me              | Gi              | Ve              | Sa              | Do              | Lu              |                 |
| Giugno          | Ma              | Me              | Gi              | Ve              | Sa              | Do              | Lu              | Ma              | Me              | Gi              | Ve              | Sa              | Do              | Lu              | Ma              | Me              | Gi              | Ve              | Sa              | Do              | Lu              | Ma              | Me              | Gi              | Ve              | Sa              | Do              | Lu              | Ma              | Me              |                 |                 |
| Luglio          | Gi              | Ve              | Sa              | Do              | Lu              | Ma              | Me              | Gi              | Ve              | Sa              | Do              | Lu              | Ma              | Me              | Gi              | Ve              | Sa              | Do              | Lu              | Ma              | Me              | Gi              | Ve              | Sa              | Do              | Lu              | Ma              | Me              | Gi              | Ve              | Sa              |                 |
| Agosto          | Do              | Lu              | Ma              | Me              | Gi              | Ve              | Sa              | Do              | Lu              | Ma              | Me              | Gi              | Ve              | Sa              | Do              | Lu              | Ma              | Me              | Gi              | Ve              | Sa              | Do              | Lu              | Ma              | Me              | Gi              | Ve              | Sa              | Do              | Lu              | Ma              |                 |
| Settembre       | Me              | Gi              | Ve              | Sa              | Do              | Lu              | Ma              | Me              | Gi              | Ve              | Sa              | Do              | Lu              | Ma              | Me              | Gi              | Ve              | Sa              | Do              | Lu              | Ma              | Me              | Gi              | Ve              | Sa              | Do              | Lu              | Ma              | Me              | Gi              |                 |                 |
| Ottobre         | Ve              | Sa              | Do              | Lu              | Ma              | Me              | Gi              | Ve              | Sa              | Do              | Lu              | Ma              | Me              | Gi              | Ve              | Sa              | Do              | Lu              | Ma              | Me              | Gi              | Ve              | Sa              | Do              | Lu              | Ma              | Me              | Gi              | Ve              | Sa              | Do              |                 |
| Novembre        | Lu              | Ma              | Me              | Gi              | Ve              | Sa              | Do              | Lu              | Ma              | Me              | Gi              | Ve              | Sa              | Do              | Lu              | Ma              | Me              | Gi              | Ve              | Sa              | Do              | Lu              | Ma              | Me              | Gi              | Ve              | Sa              | Do              | Lu              | Ma              |                 |                 |
| Dicembre        | Me              | Gi              | Ve              | Sa              | Do              | Lu              | Ma              | Me              | Gi              | Ve              | Sa              | Do              | Lu              | Ma              | Me              | Gi              | Ve              | Sa              | Do              | Lu              | Ma              | Me              | Gi              | Ve              | Sa              | Do              | Lu              | Ma              | Me              | Gi              | Ve              |                 |